# ويكلف كامبوندي
ويكلف كامبوندي Wycliff Kambonde (بالإنجليزية: Wycliff Kambonde)‏، من مواليد 10 يناير 1988، لاعب كرة قدم ناميبي.
بدأ مسيرته الكروية مع نادي بلو ووترس، وبعدها انتقل إلى نادي جومو كوزموس الذي يلعب معهم حتى الآن.
و هو يلعب مع منتخب ناميبيا لكرة القدم.

## روابط خارجية
- ويكلف كامبوندي على موقع قاعدة بيانات كرة القدم.إي يو (الإنجليزية)
- ويكلف كامبوندي على موقع ناشيونال فوتبول تيمز (الإنجليزية)
- ويكلف كامبوندي على موقع Soccerway.com (الإنجليزية)